# Manuela Lutze
Manuela Lutze   (Blankenburg, 20 de març de 1974) és una remadora alemanya, ja retirada, que va competir durant les dècades de 1990 i 2000.
Durant la seva carrera esportiva va prendre part en quatre edicions dels Jocs Olímpics d'Estiu, en què guanyà dues medalles d'or i una de bronze. El 1996 als Jocs d'Atlanta, fou cinquena en el doble scull del programa de rem. Quatre anys més tard, als Jocs de Sydney, fent equip amb Manja Kowalski, Meike Evers i Kerstin Kowalski, guanyà la medalla d'or en el quàdruple scull. El 2004, als Jocs d'Atenes, revalidà la medalla d'or en la mateixa prova, aquesta vegada formant equip amb Kathrin Boron i novament Meike Evers i Kerstin Kowalski. La quarta i darrera participació en uns Jocs fou el 2008, a Pequín, on guanyà la medalla de bronze novament en el quàdruple scull.
En el seu palmarès també destaquen cinc medalles d'or, una de plata i una de bronze al Campionat del món de rem, entre el 1997 i el 2007.